# Lagen om ekonomiska föreningar
Lagen (2018:672) om ekonomiska föreningar kallas ofta missvisande för föreningslagen. Det är en lag som definierar och reglerar ekonomiska föreningar vilket är en association, företagsform. Syftet med ekonomiska föreningar är att ta tillvara medlemmarnas ekonomiska intresse, det vill säga få ta del av fördelar som till exempel gemensamma inköp av egendom, maskiner för med sig.
Enligt lagen måste en ekonomisk förening ha minst tre medlemmar samt en styrelse och vara registrerad hos Bolagsverket.
Medlemmarna är de som innehar ("äger") föreningen, men utan personlig ansvarighet, genom andel eller insats. Medlem kan den person bli som uppfyller kraven för medlemskap; men det får inte vara diskriminerande (hudfärg, ekonomiska tillgångar, med mera).
Lagen är stam till lagen om bostadsrätter. Alla bostadsföreningar lyder även under lagen om ekonomiska föreningar.
En modernisering av (1987:667) trädde i kraft 1 juli 2016. I moderniseringen har såväl text som regleringar justerats.
Lagen gäller ej ideella föreningar såsom idrottsföreningar, partier m.m. I Finland finns en lag som reglerar ideella föreningar som heter föreningslagen.